# Марусяк Юрій Михайлович
Ю́рій Миха́йлович Маруся́к — полковник Державної служби України з надзвичайних ситуацій.

## Життєпис
Станом на серпень 2018 року — начальник оперативно-координаційного центру ГУ ДСНС у Львівській області.

## Нагороди та вшанування
- Указом Президента України № 741/2019 від 10 жовтня 2019 року за «особисту мужність і самовіддані дії, виявлені у захисті державного суверенітету та територіальної цілісності України» нагороджений орденом «За мужність» III ступеня[2].